# Michael A. Monsoor
Pour les articles homonymes, voir Monsoor.
Michael Anthony Monsoor, né le 5 avril 1981 à Long Beach et mort au combat le 29 septembre 2006 à Ramadi, est un militaire américain.

## Biographie
Membre des SEAL (Team 3), il participe à la guerre d'Irak et a reçu, à titre posthume, la Medal of Honor pour acte de bravoure après s'être sacrifié en se jetant sur une grenade afin de protéger plusieurs autres soldats, durant la bataille de Ramadi.
Il est enterré au cimetière national de Fort Rosecrans.

## Postérité
Le destroyer de classe Zumwalt DDG-1001, le USS Michael Monsoor, est nommé en son honneur.